# سری گالوانیک
سری گالوانیک (به انگلیسی: Galvanic Series) یا سری الکتروپتانسیل (به انگلیسی: Electropotential Series) یک سری مشابه سری الکتروشیمیایی است که در آن فلزات و آلیاژها به ترتیب پتانسیل الکتریکی مرتب شده‌اند. از این سری می‌توان برای تعیین فعالیت نسبی فلزات در خوردگی گالوانیک استفاده کرد.